# Sacrificio di Isacco (Pittoni)
Il Sacrificio di Isacco, è il titolo di un dipinto di olio su tela realizzato dal pittore italiano Giambattista Pittoni nel 1720, esposto nella Chiesa di San Francesco della Vigna a Venezia.